# سترونكوني
سترونكوني (بالإيطالية: Stroncone)‏ هي بلدية في مقاطعة تيرني في إقليم أومبريا الإيطالي.

## السكان
في سنة 1861 بلغ عدد السكان 3٬103 نسمة، وتطور العدد ليصل في سنة 2011 لـ 4٬924 نسمة.
يظهر هذا المخطط البياني تطور النمو السكاني لـ سترونكوني